# Jano (kommun)
Jano är en kommun i Honduras.   Den ligger i departementet Departamento de Olancho, i den centrala delen av landet, 130 km nordost om huvudstaden Tegucigalpa. Antalet invånare är 3 032.